# Stenopleustes eldingi
Stenopleustes eldingi is een vlokreeftensoort uit de familie van de Pleustidae. De wetenschappelijke naam van de soort is voor het eerst geldig gepubliceerd in 1930 door Gurjanova.